# André Thyes
Andreas (André) Thyes, né à Luxembourg-Ville le 25 mai 1867 et décédé dans cette ville le 3 avril 1952, est un peintre et professeur luxembourgeois.

## Biographie
André Thyes est le fils d'Alphonse Thyes (1830-1914) et de Louise Ewert (1836-1901),, et le petit frère de Marguerite Thyes. Son père était dessinateur technique pour les chemins de fer et également actif en tant que peintre paysagiste. Il encourage son fils à ne pas choisir la peinture mais à étudier le dessin scientifique et technique. André Thyes étudie à l'École polytechnique de Munich, à l'université de Louvain et à l'Académie royale des beaux-arts d'Anvers. De 1894 jusqu'à sa retraite en 1933, il enseigne le dessin à l'École industriellede Luxembourg-ville.
Thyes a principalement peint des paysages impressionnistes et pointillistes, à l'huile et à l'aquarelle. Il fait partie des membres fondateurs du Cercle artistique de Luxembourg (CAL) en 1893 avec son père et Pierre Blanc, Michel Engels, Michel Heiter, Frantz Heldenstein, Jean-Pierre Huberty, Batty Weber et Jean-Baptiste Wercollier, entre autres. Il est président de la CAL de 1904 à 1906, succédant à Antoine Hirsch. En 1915, lors du Salon du CAL, l'exposition annuelle de l'association, il remporte le Prix Grand-Duc Adolphe 
.  En 1928, il est nommé président d'honneur du Cercle artistique de Luxembourg et une rétrospective est organisée par l'association d'artistes à l'occasion de son 80e anniversaire en 1947.
André Thyes meurt à l'âge de 84 ans et est enterré au cimetière Notre-Dame de Luxembourg.

## Distinctions
- Officier de l'Académie
- Officier de l'Ordre de la Couronne de chêne
- Officier de l'Ordre de Mérite civil et militaire d’Adolphe de Nassau

## Galerie

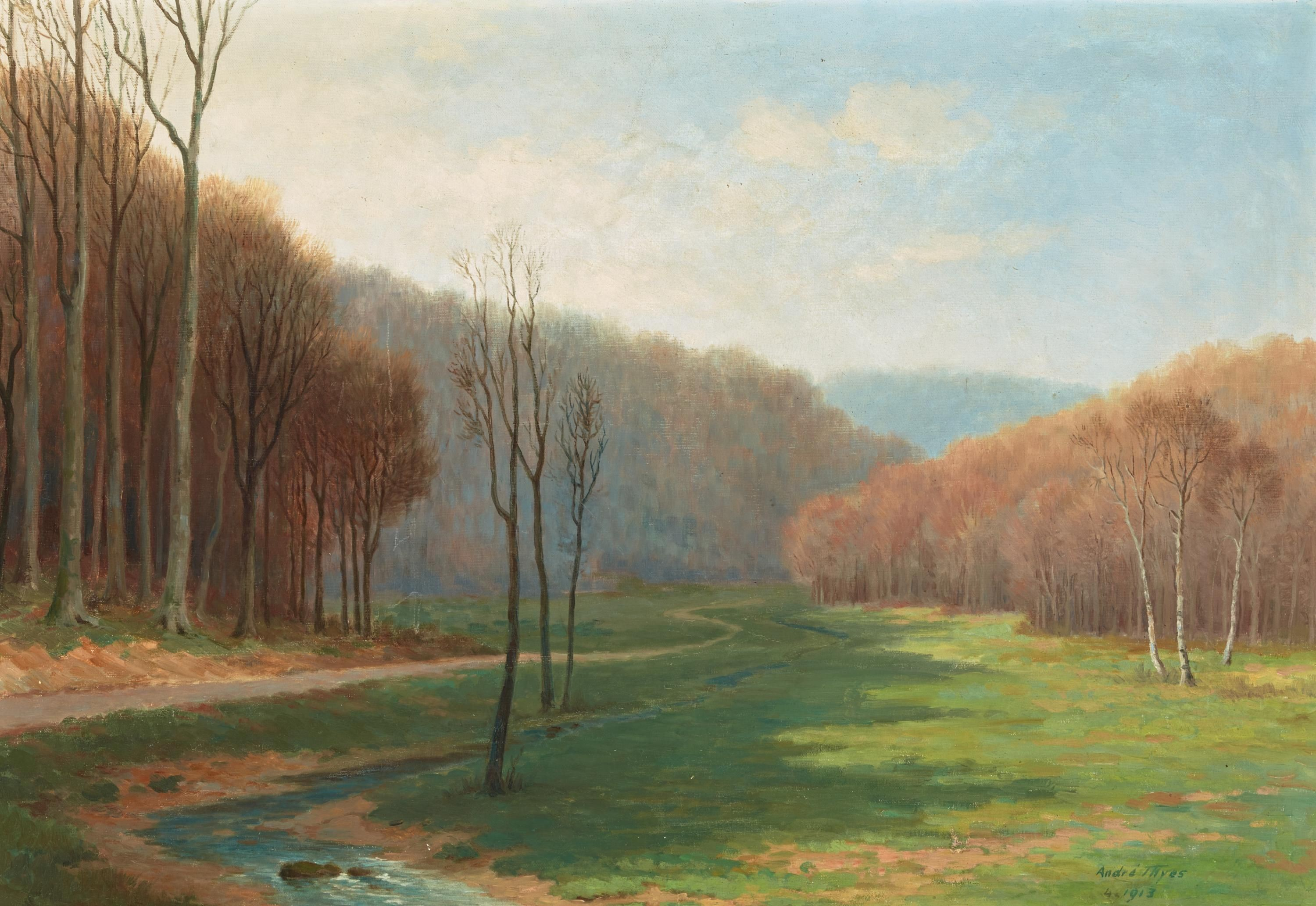
Paysage en avril 1913
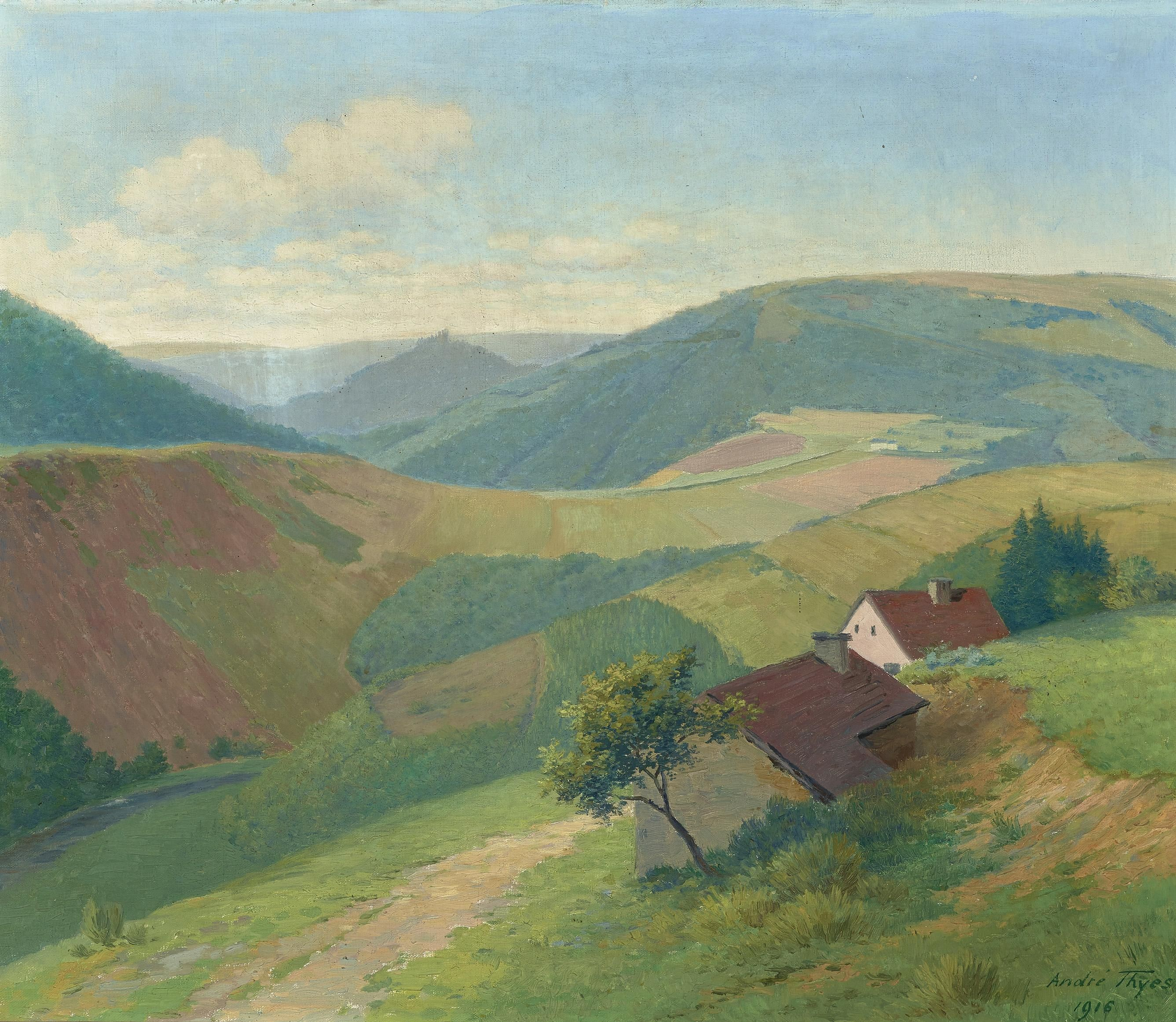
Environs de Schlindermanscheid - 1916
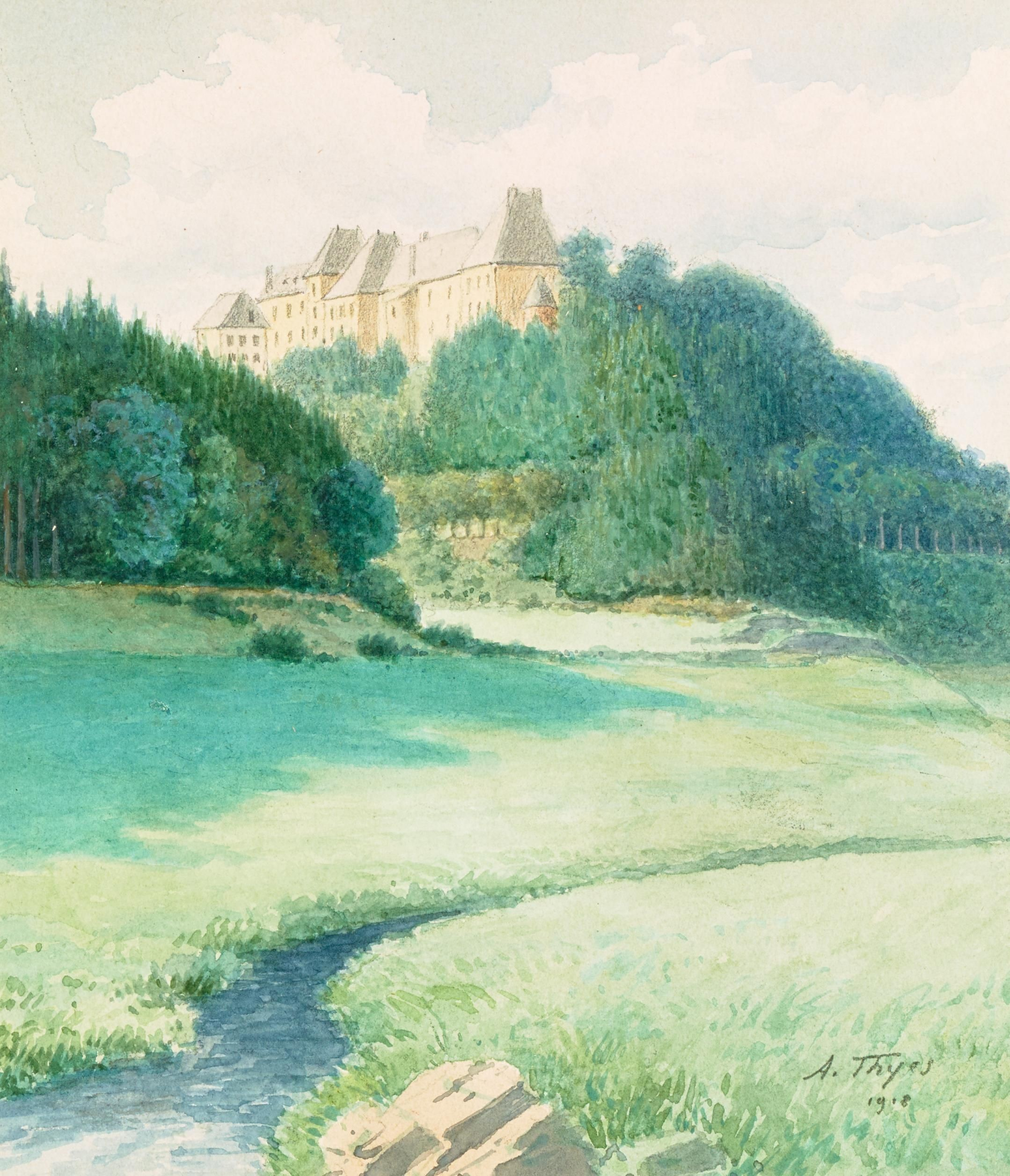
Château - 1918
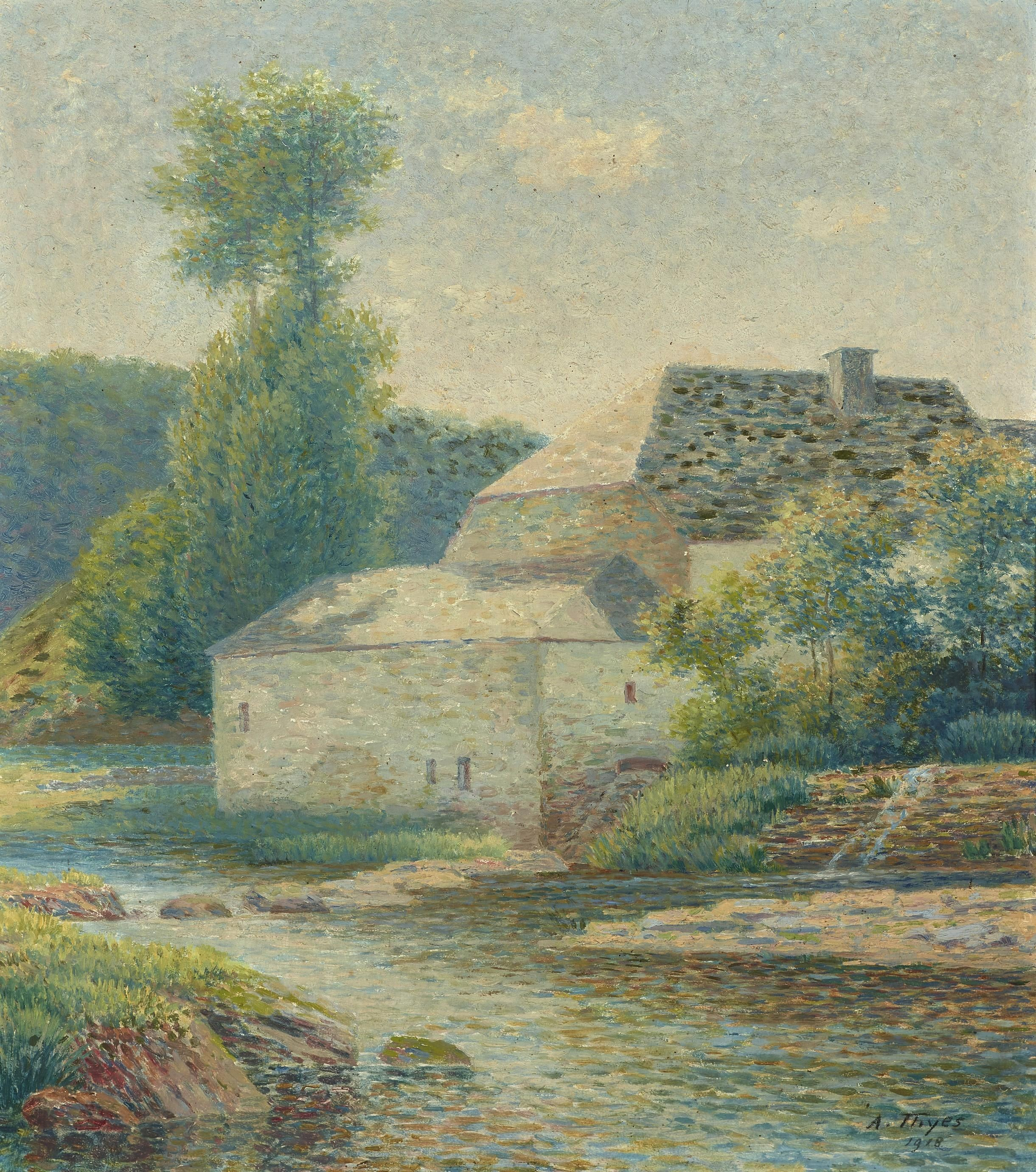
Moulin de Bigonville - 1918
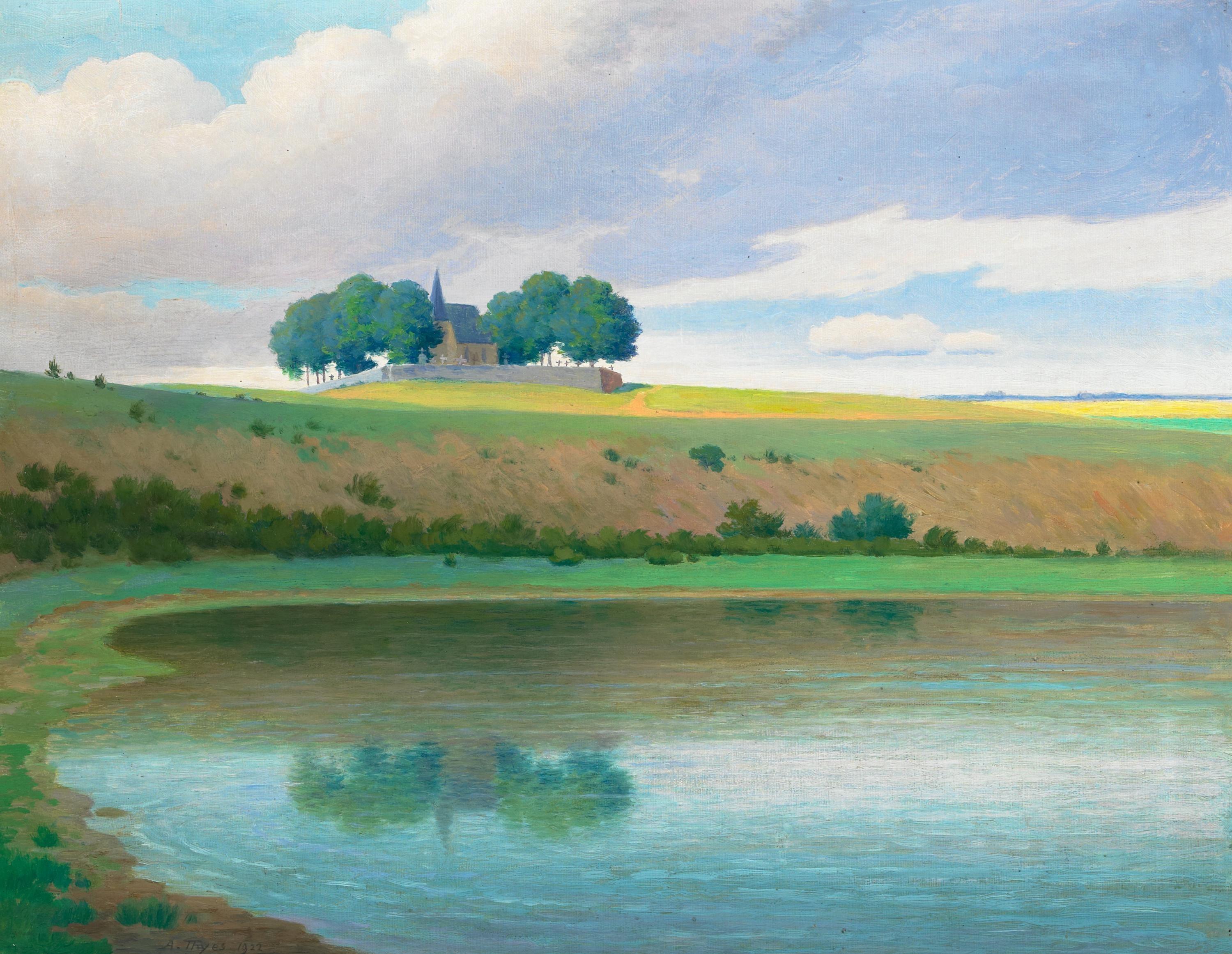
Paysage - 1922
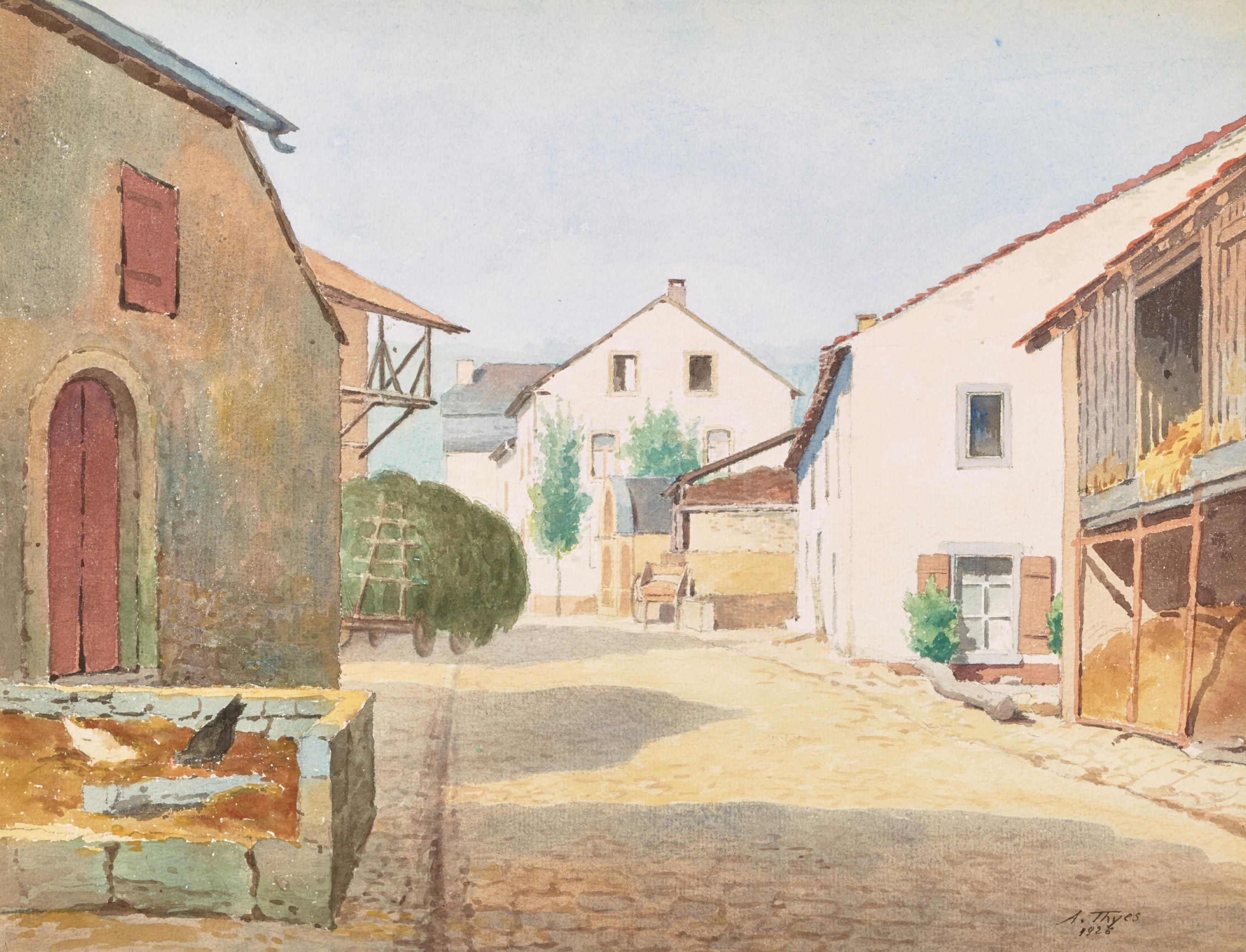
Rue de village - 1926